# Neororea sorenseni
Neororea sorenseni is een spinnensoort uit de familie Desidae. De soort komt voor in Aucklandeilanden.